# Slaget vid Lens
Slaget vid Lens var ett slag under det trettioåriga kriget, mellan Frankrike och Spanien. Fransmännen vann en avgörande seger. Slaget vid Lens var krigets sista stora slag, och utkämpades den 20 augusti 1648.